# Amina bint Wahb
Amina bint Wahb, in arabo آمنة بنت وهب‎?, Āmina bt. Wahb (549 circa – 577 circa), fu la madre del profeta Maometto.

## Biografia
Àmina era figlia di Wahb ibn ʿAbd Manāf, sayyid dei Banū Zuhra, un clan della tribù araba dei Quraysh della Mecca, e di Barra bt. ʿAbd al-ʿUzzà.

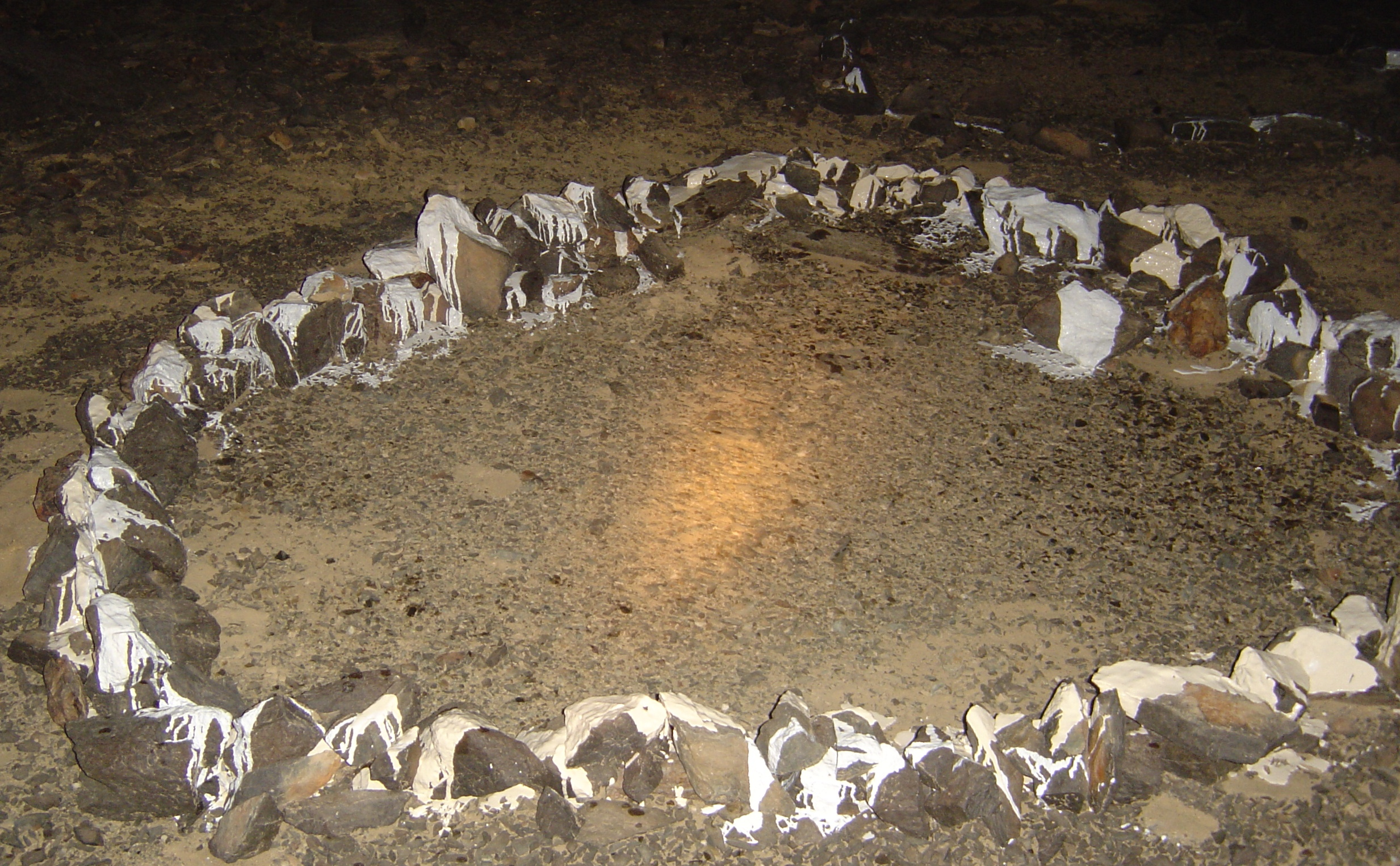
Supposto luogo d'inumazione di Amina bint Wahb

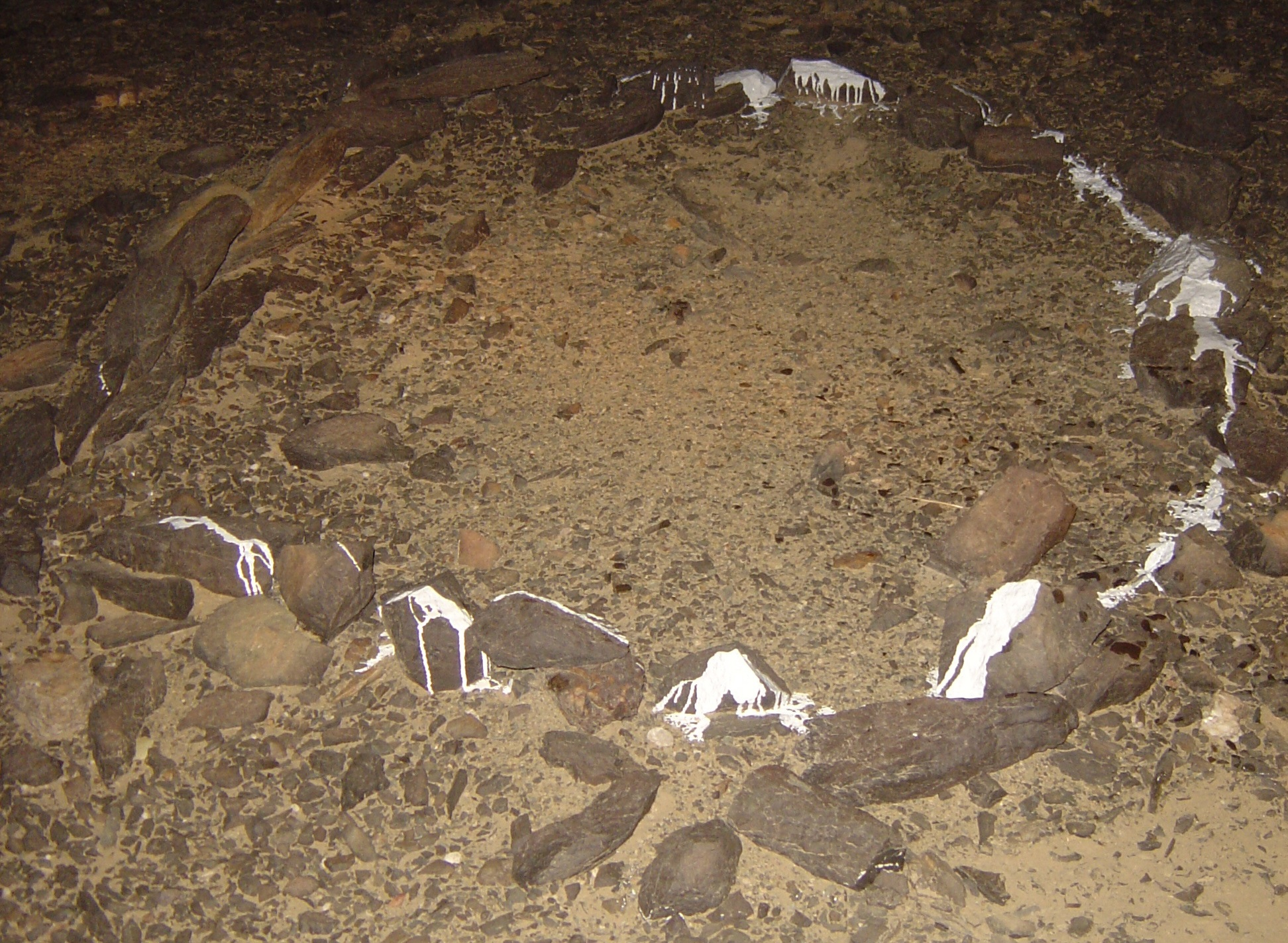
Supposto luogo d'inumazione della cugina di Maometto, Arwa bint Koraiz, a sinistra di quello di Amina bint Wahb

Di lei si sa che, giovanissima, era andata sposa ad ʿAbd Allāh, figlio di ʿAbd al-Muṭṭalib, il sayyid del clan hascemita dei Quraysh.
Il loro concepimento del futuro Profeta fu caratterizzato da eventi straordinari, come quello che avrebbe consentito ad Àmina di vedere dalla Mecca la lontanissima città siriana di Bosra, a sottolineare l'eccezionalità della futura nascita di Maometto e del destino di salvezza che si sarebbe profilato per l'umanità a seguito del messaggio coranico da lui diffuso.
Poco dopo il concepimento Àmina restò vedova, essendo morto suo marito a Yathrib, presso parenti di sua nonna paterna, Salmā bt. ʿAmr, di ritorno da un viaggio di affari a Gaza.
La giovane madre dette a balia il fanciullo a Ḥalīma, appartenente ai Banu Saʿd b. Bakr, ma la morte colse anche Àmina verso il 577, ad al-Abwāʾ, tra la Mecca e Yathrib, quando Maometto aveva appena sei anni, tanto che della sua cura dovette occuparsi il nonno paterno ʿAbd al-Muṭṭalib ibn Hāshim, contraddicendo la consuetudine ancestrale araba che, specie in Arabia meridionale,  voleva che tutore dell'orfano diventasse uno zio materno (khāl).